# بارت سیمپسون
بارت سیمپسون (به انگلیسی: Bartholomew JoJo "Bart" Simpson) شخصیتی کارتونی از سریال سیمپسونها است بارت نخستین شخصیت خلق شده توسط مت گرونینگ است. او نخستین فرزند خانواده سیمپسون است. نانسی کارت‌رایت صداپیشگی این شخصیت را به عهده دارد. کلمهٔ بارت آناگرامی برای کلمه brat (به‌انگلیسی: بچه لوس و ننر) است.

## شخصیت

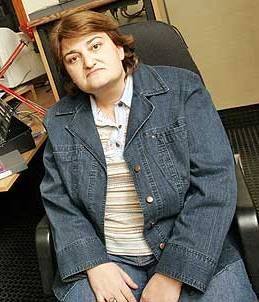
سارا واواس دوبلور صدا بارت سیمپسون

بارت بچه فوق‌العاده شیطان و دردسر سازی است او در حالی که تنها ۱۰ دقیقه عمر داشت کراوات هومر سیمپسون را به آتش کشید. ریزترین نکات در مورد او جنبه منفی دارند و برای مثال گروه خونی او -OO است که بسیار کمیاب است و فقط او و آقای برنز صاحب نیروگاه اتمی اسپرینگفیلد که آدمی شیطان صفتی است دارای این گروه خون هستند.
بارت دانش آموز تنبلی است که فقط برای مسخره بازی به مدرسه می‌رود او دائماً مدیر مدرسه اسکینر را دست می‌اندازد و همواره به عنوان دلقک کلاس از او یاد می‌شود.
او مثل پدرش تلویزیون را میبیند و عاشق کراستی دلقک است.

### توانایی
بارت باهوش تر از آن است که نشان می‌دهد ولی از هوشش استفاده زیادی نمی‌کند.بارت به دنیا آمده تا قانون را زیر پا بگذارد بارت قادر به صحبت به ۳ زبان است. او به بسکتبال و اسکیت برد علاقه زیادی دارد.

### خانواده
بارت با خانواده‌اش بیشتر اوقات به مشکل می‌خورد. هومر که در صورت تحریک شدن بارت را تا مرز مرگ خفه می‌کند و لیزا او را به خاطر نمرات پایین در مدرسه دست می‌اندازد هر چند که بارت بیشتر لیزا را اذیت می‌کند در این میان مارج بیشتر از بقیه بارت را درک می‌کند و مدافع اوست هر چند که مارج نیز گاهی اوقات از دست بارت به تنگ می‌آید. بارت وابستگی شدیدی به خانواده‌اش دارد ولی تا زمانی که مجبور نشود بروز نمی‌دهد.